# 伊藤康成
伊藤 康成（いとう やすなり、1945年10月16日 - ）は、日本の防衛官僚。防衛施設庁長官、第25代防衛事務次官。

## 人物
防衛庁出身者として4人目の防衛事務次官。1969年防衛庁入庁。1987年防衛局調査第2課長、防衛施設庁総務課長を経て1992年防衛政策課長。2001年防衛施設庁長官となり2002年防衛事務次官。2003年退官。

## 略歴
- 千葉県立船橋高等学校卒業[1]
- 1969年（昭和44年） - 早稲田大学[2]第一法学部卒業、防衛庁入庁。長官官房総務課
- 1969年5月 経理局会計課
- 1970年5月 長官官房法制調査官付
- 1971年11月 防衛施設庁施設部施設管理課
- 1972年4月 東京防衛施設局総務部総務課
- 1973年4月 防衛施設庁施設部施設管理課
- 1973年11月 防衛局防衛課
- 1974年4月 防衛局運用課部員
- 1976年6月 経理局施設課部員
- 1977年7月 国土庁長官官房震災対策課課長補佐
- 1979年7月 防衛局計画官付部員
- 1981年7月 経理局施設課部員
- 1982年11月 長官官房総務課秘書官事務取扱
- 1983年12月 （解）秘書官事務取扱
- 1984年8月 長官官房企画官（兼）長官官房総務課
- 1985年7月 自衛隊群馬地方連絡部長
- 1987年6月 防衛局調査第2課長
- 1988年10月 人事局人事第3課長
- 1990年7月 防衛施設庁総務部人事課長
- 1991年6月 防衛施設庁総務部総務課長
- 1992年6月 防衛局防衛課長
- 1992年7月 防衛局防衛政策課長
- 1994年7月 長官官房防衛審議官
- 1995年6月 総理府国際平和協力本部事務局次長
- 1996年7月 防衛施設庁総務部長
- 1997年7月 防衛庁参事官
- 1998年9月 長官官房長代理
- 1999年（平成11年） - 内閣総理大臣官房安全保障・危機管理室長
- 2001年（平成13年） - 防衛施設庁長官
- 2002年（平成14年） - 防衛事務次官
- 2003年（平成15年） - 防衛省を退職後、防衛庁顧問・三井住友海上火災保険顧問、「新たな時代の安全保障と防衛力に関する懇談会」専門委員
- 2016年（平成28年）11月 - 瑞宝重光章を受章